# Маслов, Алексей Александрович
Алексе́й Алекса́ндрович Ма́слов (род. 5 октября 1964, Москва, СССР) — российский востоковед, специалист в области боевых искусств Китая; и.о. директора Института стран Азии и Африки МГУ имени М. В. Ломоносова.

## Биография
Родился 5 октября 1964 года в Москве.
В 1986 году окончил Институт стран Азии и Африки МГУ имени М. В. Ломоносова по кафедре истории Китая.
Работал научным сотрудником в Институте Дальнего Востока РАН, Центре духовных цивилизаций Восточной Азии.
В 1992 году в Институте Дальнего Востока РАН под научным руководством доктора исторических наук, профессора Л. С. Переломова защитил диссертацию на соискание учёной степени кандидата исторических наук по теме «Тайные общества в политической культуре Китая XX в. (конец 20-х-80-е гг.)» (специальность 07.00.03 — всеобщая история).
В 1996 году защитил диссертацию на соискание учёной степени доктора исторических наук по теме «Социально-исторические и теоретические аспекты ушу и его роль в культурной традиции Китая» (специальность 07.00.03 — всеобщая история).
В 1997—2008 годы — заведующий кафедрой всеобщей истории Российского университета дружбы народов. В 2008—2010 годы — директор Центра стратегических исследований Китая РУДН.
В 1998 году — приглашённый профессор Института китаеведения Гейдельбергского университета.
В 2004 — сотрудник Asia-Pacific center for security Studies (Гавайи, США) и профессор Колорадского университета (Колледж Форт-Люис, г. Дюранго)
В 2005—2006 — профессор, директор азиатских программ Нью-Йоркского университета (кампус во Фредонии).
В 2010—2019 годах — профессор и руководитель Школы востоковедения Факультета мировой экономики и мировой политики НИУ ВШЭ.
В марте 2020 — октябре 2021 года — временно исполняющий обязанности директора Института Дальнего Востока РАН.
С 1 сентября 2021 года — исполняющий обязанности директора ИСАА МГУ.
Действительный член Европейской Ассоциации китаеведов, Американской Ассоциации историков.
Свободно владеет английским, китайским, французским языками. Автор 15 монографий, многочисленных научно-популярных книг по ушу, более ста научных статей, посвящённых вопросам истории и традиций культуры стран Восточной Азии, изданных на нескольких языках.
Ведущий еженедельной передачи «Восточная шкатулка» на радиостанции «Вести ФМ».

### Экспертная деятельность
- Член российско-китайской подкомиссии по сотрудничеству в области образования, советник министра образования РФ (2001—2005);
- С 2007 года является членом российской части многосторонней комиссии по сотрудничеству в области образования государств-членов ШОС;
- С 2014 года руководитель экспертного совета Российско-Китайского комитета дружбы, сотрудничества и развития;
- C 2019 года член экспертного совета Русско-Азиатского Союза промышленников и предпринимателей (РАСПП)
- Научный куратор проекта «Создание Межрегиональных институтов Общественных наук» (координатор проекта «ИНО-Центр», совместный проект фонда Carnegie foundation, MacArthur’s Foundation, Kennan Institute) (2004—2006);
- Соруководитель проекта «Разработка и реализация мероприятий по развитию сотрудничества образовательных учреждений высшей школы России и Китая в рамках консорциума из ведущих вузов федеральных округов России» (Министерство науки и образования РФ) (2007 — по н/в);
- Руководитель проекта «Анализ основных программ сотрудничества стран Азии с Российской Федерацией в сфере образования, в том числе в рамках создания и функционирования интегрированных образовательных учреждений» по заказу Министерства Науки и образования РФ (2008).

### Лекции по приглашениям
- С 2011 года — спикер на Ежегодной Международной конференции по риск-менеджменту[5], которая традиционно проходит в г. Алматы (Казахстан). Организатором данного форума является АО "Страховая компания «Евразия».
- С 2005 года — регулярные лекции в Пекинском народном университете, Пекинском университете Иностранных языков, Шанхайском университете иностранных языков (компаративный культурный и социально-политический анализ западной и китайской культур).
- 2004 —лекции в Колумбийском университете и Университете Огайо (штат Огайо, США).
- 1997 года — серия лекций в Университетах Лейдена и Амстердама (Голландия).
- 1996 года — серия лекций по восточной культуре Университет Париж Дидро (Франция).
- 1994, 1997 — серия лекций в университетах Лидс, Оксфорд, Ковентри (Великобритания) по приглашению Британской Академии.

## Практика боевых искусств Китая
Сфера научных интересов Маслова тесно связана с изучением и практическим исследованием боевых искусств Китая. Он впервые ввёл в научную историографию тему боевых искусств Китая как часть культурной и духовной традиции Восточной Азии и, начиная с 1994 года, ведёт обширные полевые исследования в регионе по специально разработанной им методике, жил в буддийских общинах. Маслову принадлежат переводы многих древних даосских и чань-буддийских текстов, он признан одним из лучших историков боевых искусств в мире.
В 1991 году Маслов пришёл в Шаолиньсы к Ши Дэцяню. Свободно владея китайским языком, Маслов жил и обучался ушу в шаолиньском монастыре. С 1993 г. он является прямым учеником преподобного мастера Ши Дэцяня и старшего монаха Ши Суси. Личные духовные наставления получал у Ши Суси. А. Маслов первый из европейцев прошёл обучение в Академии ушу монастыря Шаолинь (окончил в 1996 г.) и получил полное посвящение и имя Ши Синъин (Синъин означает «Странствующий Орел»), став посвящённым последователем шаолиньской традиции в 32-м поколении. Также обучался ушу у Ши Дэяна, Ши Синцзюня и у других настоящих китайских мастеров. Обладатель 8-й мастерской степени. Носитель традиции шаолиньского цигун — Ицзиньцзин. По благословению Ши Суси и Ши Дэцяня Маслов начал работу по созданию сети шаолиньских школ за рубежом. В России была создана Федерация шаолиньских боевых искусств (1996). В тот же год в его честь, как знак признания, была установлена стела в монастыре Шаолинь в храме Мириад Будд.
Маслов включен в список ста выдающихся мастеров мира (1997) и назван в числе лучших бойцов 2000—2007 годов по версии Международной федерации ушу/гунфу (International Kungfu Federation, IKFF), единственный из иностранцев занесён в «Схемы-хроники шаолиньских монахов-бойцов» (2006). Также его имя внесено в «Большую энциклопедию Шаолиньского ушу» в раздел «Знаменитые люди Шаолиньского ушу за рубежом».
В настоящее время является:
- Генеральный секретарь, первый вице-президент Международной Федерации Шаолиньского ушу (IFSK, с 1998).
- Президент Российского национального отделения Международной Федерации ушу/кунфу (IFKK, с 1999).
- Президент Федерации шаолиньских боевых искусств (ФШБИ, Россия, с 1996 года).
- Президент Московской Генеральной Федерации традиционного ушу Цзинъу.
- Президент Российского отделения Международной федерации спортивного Будо (International Budo Sport Federation).
- Полномочный представитель Международной федерации ушу/кунгфу в России.
- Вице-президент Ассоциации боевых искусств России, международный инструктор Всемирного Общества боевых искусств.
- Международный судья и президент Генеральной Ассоциации боевых искусств Цзинъу по России.

Как мастер боевых искусств (ушу) является:
- единственным из иностранцев занесён в «Схемы-хроники шаолиньских монахов-бойцов» (2006).
- Титул «Мастер года» Международной федерации ушу/кунг-фу за 2004 и 2007 годы по версии Международного исследовательского института боевых искусств (Малайзия)[6].
- Первый вице-президент Международной Федерации Шаолиньского ушу (International Federation Shaolin Kungfu, IFSK, с 1998).
- Президент Федерации шаолиньских боевых искусств (ФШБИ, Россия, с 1996)[6].

## Критика
Книги Маслова подвергаются критике со стороны профессиональных китаистов. В 2007 году Маслов выступил в радиобеседе «Буддизм и мы» на радио «Свобода». Маслов был раскритикован на портале «Сохраним Тибет!» Центра тибетской культуры и информации и Фонда содействия сохранению культурных и философских традиций тибетского буддизма «Сохраним Тибет» за данное выступление буддологом, приглашённым профессором Центра буддологических исследований Гонконгского университета, секретарём Санкт-Петербургского союза буддистов и главным редактором журнала «Буддизм России» А. А. Терентьевым. Терентьев критикует Маслова за некорректное отождествление ваджраяны и тибетского буддизма, за фразу «буддизм … не затрагивает проблем морали», за незнание того, что нарушение целибата ведёт к потере монашеского сана, за «обвинение Далай-ламы в постоянной лжи» по вопросу тибетского народного восстания, а также за утверждение Маслова, что в период СССР «буддизм спокойно и безболезненно замещался новой идеологией», которое Терентьев называет «плевком в могилы тысяч убитых и замученных российских буддийских монахов».

### Ответы на критику
В беседе на «Радио России» Маслов прокомментировал фразу «книги Маслова подвергаются критике со стороны профессиональных китаистов» следующим образом:

Думаю, это очень приятное явление: значит, мои книги читают. Понимаете, востоковедение — очень консервативная наука, и в этом — её прелесть. Потому что наука вообще должна быть очень консервативной, особенно та, которая касается трактовки и перетрактовки традиций, религии и всего остального. И я попытался несколько выйти за пределы этого консервативизма и пере-перевести несколько китайских крупных книг, известных, пожалуй, во всем мире: это Конфуций, Лао-Цзы «Дао Де Цзин», и показать немного другой взгляд на древнюю историю Китая. Что, естественно, вызвало, с одной стороны, волну одобрения, с другой — волну критики…

Я, например, читаю лекции в Гонконге, в Гонконгском университете по трактовкам древнекитайских текстов, где, собственно, китайцам объясняю, как мог звучать китайский язык в древности, и какие у него были смыслы. Это, конечно, вызывает сомнения, но самое главное — вызывает дискуссии. То, что сейчас вообще нужно при осмыслении Востока, Китая, в частности, — это дискуссия.

## Книги
- Битвы на атласных простынях: святость, эрос и плоть в Китае. — М.: Рипол-классик, 2020. — 375 с.
- Китай 2020: пандемия, общество и глобальные альтернативы. — М.: Рипол-классик, 2020. — 367 с.
- Китай без вранья. — М.: Рипол-классик, 2020. — 286 с.
- Китай и китайцы. О чём молчат путеводители. — М.: Рипол-классик, 2014. 288 с.
- Синология, японоведение и тибетология в России и Франции: история и перспективы / Под общей редакцией А. А. Маслова. — Вариант, 2013. 240 с.
- Байлянь-цзяо; Игуань-дао; Люй-цзун; Фасин-цзун; Фасян-цзун; Цзинту-цзун (в соавт. с Е. А. Торчиновым); Чжэнькун-цзяо // Философия буддизма: энциклопедия / отв. ред. М. Т. Степанянц;. — М.: Вост. лит., ИФ РАН, 2011. — 1045 с. — ISBN 978-5-02-036492-9.
- Как победить китайцев. — М.: Рипол-классик, 2011. 446 с.
- Наблюдая за китайцами. Скрытые правила поведения. — М.: Рипол-классик, 2010. 288 с.
- Маслов А. А., Маслов А. В. Смертельный трон: загадки последних дней правителей. — Феникс, Неоглори, 2010. 286 с.
- Конфуций: прогулки с мудрецом (исследования, перевод, комментарии). — Ростов н/Д.: Феникс, 2009. 419 с.
- Лучшие притчи Дзэн: обычные истории о людях необычайных (перевод, исследование, комментарии). — Ростов-на-Дону, Краснодар: Феникс, Неглиори, 2009. 375 с.
- Афоризмы и тайны речения Бодхидхармы (перевод, исследование, комментарии). — Ростов на Дону: Феникс, 2008. 252 с.
- Восток-Запад: история и конфликты в современном мире. — М.: РУДН, 2008. 180 с.
- Маслов А., Померанцева Л. Даосизм // Энциклопедия для детей [Т.6]. Религии мира [Ч.1] / ред. колл.: М. Аксёнова, Д. Володихин, Т. Каширина и др. — 4-е изд., испр. — М.: Мир энциклопедий Аванта+, Астрель, 2008. — С. 390—423. — 492 с. — ISBN 978-5-98986-038-8.
- Конфуций и его учение // Энциклопедия для детей [Т.6]. Религии мира [Ч.1] / ред. колл.: М. Аксёнова, Д. Володихин, Т. Каширина и др. — 4-е изд., испр. — М.: Мир энциклопедий Аванта+, Астрель, 2008. — С. 424—459. — 492 с. — ISBN 978-5-98986-038-8.
- Манихейство: учение о царстве света // Энциклопедия для детей [Т.6]. Религии мира [Ч.1] / ред. колл.: М. Аксёнова, Д. Володихин, Т. Каширина и др. — 4-е изд., испр. — М.: Мир энциклопедий Аванта+, Астрель, 2008. — С. 114—129. — 492 с. — ISBN 978-5-98986-038-8.
- Загадки, тайны и коды цивилизации Майя. — Ростов н/Д: Феникс, 2007. — 285 с.
- Мудрецы Атлантиды. — Ростов н/Д: Феникс, 2007. 288 с.
- Другое человечество. Здесь кто-то побывал до нас. — Ростов н/Д: Феникс, 2006. — 384 с.
- Дыхание Шамбалы. — Ростов-на-Дону: Феникс, 2006. — 288 с.
- Бусидо. Кодекс чести самурая. — Ростов н/Д: Феникс, 2006. — 284 с.
- Китай. Укрощение драконов. Духовные поиски и сакральный экстаз. — 2-е изд. — М.: Алетейа, 2006. 480 с.
- Книга судьбы. Ежедневные медитации с Конфуцием. — Ростов н/Д: Феникс, 2006. — 400 с.
- Конфуций за 30 минут — Ростов н/Д: Феникс, 2006. — 61 с.
- Конфуций. Суждения и беседы — Ростов н/Д: Феникс, 2006. — 304 с.
- Тайные коды боевых искусств Японии. — Ростов н/Д: Феникс, 2006. — 400 с.
- Тайный код китайского кунфу. — Ростов н/Д: Феникс, 2006. — 400 с.
- Ши Децянь, Маслов А. А. Гимнастика Бодхидхармы. — Ростов-на-Дону: Феникс, 2006. — 160 с.
- Шулика Ю. А., Коблев Я. К., Маслов А. А. Борьба дзюдо. Первые уроки. — Ростов н/Д: Феникс, 2006. — 160 с.
- Дзэн самурая. — Ростов на Дону: Феникс, 2005. — 336 с.
- Загадки, тайны и коды «Дао дэ цзина». — Ростов-на-Дону: Феникс, 2005. — 267 с.
- Китай. Колокольца в пыли. Странствия мага и интеллектуала. — М.: Алетейа, 2005. — 375 с.
- Тайный код Конфуция. Что пытался передать Великий Учитель? — Ростов н/Д: Феникс, 2005. — 285 с.
- Тайный смысл и разгадка кодов Лао-Цзы — Ростов н/Д: Феникс, 2005. — 288 с.
- Укрощение драконов: Духовные поиск и сакральный экстаз в Китае. — М.: Алетейа, 2005. — 475 с.
- Утраченная цивилизация: в поисках потерянного человечества. — Ростов н/Д: Феникс, 2005. — 520 с.
- Боевая добродетель. Секреты боевых искусств Китая. — Ростов н/Д: Феникс, 2004. — 224 с.
- Встретить дракона: толкование изначального смысла «Лао-цзы». — М.: Логос, 2004. — 387 с.
- Дзэн самурая. — Ростов н/Д: Феникс, 2004. — 329 с.
- Классические тексты Дзэн (перевод, исследование, комментарии). — Ростов н/Д: Феникс, 2004. — 479 с.
- Школа ниндзя. Тайны воинов тьмы. — Ростов н/Д: Феникс, 2004. — 176 с.
- Дао дэ цзин. Канон пути и благодати. / вступ. ст., пер. и коммент. А. А. Маслова. — Ростов н/Д: Феникс: Эксперимент. колледж Кубан. гос. акад. физ. культуры, 2003. — 479 с.
- Путь воина. Секреты боевых искусств Японии. — Ростов н/Д: Феникс, 2003. 431 с.
- Танцующий Феникс. Тайны внутренних школ ушу. — Ростов н/Д: Феникс, 2003. — 381 с.
- Письмена на воде. Первые наставник Чань в Китае (исследования, переводы, комментарии). — М.: Сфера, 2000. — 604 с.
- Энциклопедия восточных боевых искусств. Т. 1: Традиции и тайны китайского ушу. — М.: ГАЛА Пресс, 2000. — 520 с.
- Энциклопедия восточных боевых искусств. Т. 2: Воины и мудрецы страны восходящего солнца. — М.: ГАЛА Пресс, 2000. 424 с.
- Inconstancy of the Eternity. Lao-zi: Myth, Man, and His Book . — New York: Edwin Mellen Press, 1999. 403 с.
- Мистерия Дао. Мир «Дао дэ цзина». — М.: Сфера, 1997. 512 с.
- Невозможная цивилизация? Сборник. / Сост. Маслов А. А. — М.: Знание, 1996. — 464 с.
- Жуковская Н. Л., Маслов А. А. Чань-буддизм // Энциклопедия для детей. Т. 6, ч. 2. Религии мира. — М.: Аванта+, 1996. — С. 5—43. — 688 с. — ISBN 5-86529-044-4.
- Небесный путь боевых искусств: духовное искусство китайского ушу. — СПб.: ТЕКС, 1995. — 495 с.
- Синъицюань: единство формы и воли. Часть 2. — М: Оздоровительный и научно-информационный центр «Здоровье народа», 1995. — 176 с., илл.
- Синъицюань: единство формы и воли. Часть 1. — М: Центр здоровья народа, 1993. — 176 с., илл.
- Гимнастика цигун: китайские традиции здоровья. — М.: Знание, 1992.
- Маслов А. А., Космолинский Ф. П. Гимнастика цигун. «24 часа в сутки…» — М.: Знание, 1992. — 128 с.
- Длинный кулак. Чанцюань. — М., 1991. — 79 с.
- Ушу: Традиции духовного и физического воспитания Китая. — М.: Молодая гвардия, 1990. — 78с
- Долин А. А., Маслов А. А. Истоки у-шу. — М.: 1990. — 240 с.
- Маслов А. А., Померанцев Ю. М. Гимнастика ушу: реальность через призму мифов. Путешествие в подводный мир. — М.: Знание, 1990. — 190 с.
- Маслов А. А., Подщеколдин А. М. Уроки китайской гимнастики. Вып. 3. — М.: Советский спорт, 1990. — 94 с.

## Участие в телевизионных и медийных проектах
- С 2006 года — комментатор и ведущий радиопрограмм на «Радио России» и «Сити-FM» по Китаю и странам Азии.
- 2008 — Автор сценария, документальный фильм «Тайны великих смертей» (СТС).
- 2006 — Автор сценария, документальный фильм «Двуликий Мао» (РТР).
- 2005 — Автор сценария, документальный фильм «Дэн Сяопин» (РТР).

## Награды
- Благодарность Президента Российской Федерации (25 марта 2025 года) — за вклад в обеспечение деятельности Совета по взаимодействию с религиозными объединениями при Президенте Российской Федерации[10]